# 勝王龍屬
勝王龍屬（屬名：Rajasaurus）是阿貝力龍科食肉牛龍亞科的一屬。勝王龍生存於白堊紀晚期的印度，是種體型中型的肉食性恐龍，身長約7.6到9公尺，頭部擁有獨特的額角。
在1982年到1984年之間，印度地質調查局的蘇雷什·斯里瓦斯塔瓦（Suresh Srivastava）在印度古吉拉特邦科達縣的Rahioli發現了勝王龍的化石。除此之外，印度中央邦賈巴爾普爾附近的訥爾默達河河谷也發現了勝王龍的化石，這些地區都屬於拉米塔組（Lameta Formation），該地層的地質年代為白堊紀馬斯垂克階。
模式種是納巴達勝王龍（R. narmadensis），是在2003年由保羅·賽里諾、傑佛瑞·威爾森、蘇雷什·斯里瓦斯塔瓦等人所敘述、命名。屬名意為「王室蜥蜴」，種名則是以化石發現地的訥爾默達河河谷為名。而查爾斯·馬特里在1921年命名的拉米塔龍（Lametasaurus），其化石是個嵌合體，其中部分化石可能來自於勝王龍。
勝王龍與馬達加斯加的瑪君龍、南美洲的食肉牛龍是近親，牠們之間有許多相似特徵，顯示這些從岡瓦納大陸分裂出的陸塊，有類似的動物群，在稍早的地質年代仍彼此相連。

## 敘述

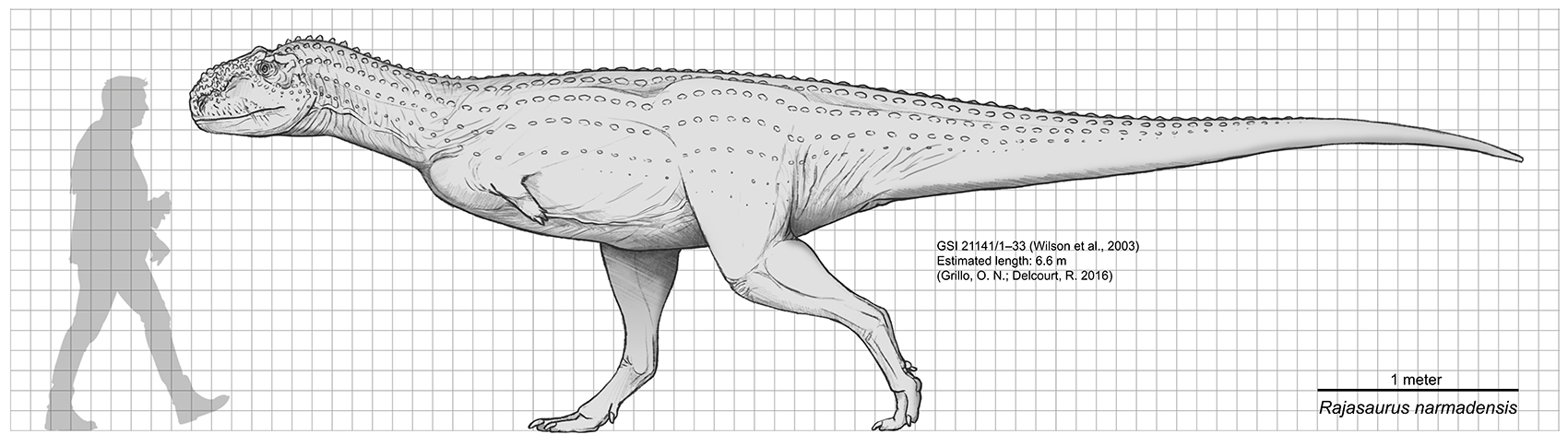
依據正模標本繪製的勝王龍與人類體型比較圖

勝王龍屬於獸腳亞目的阿貝力龍科，阿貝力龍科主要生存於白堊紀的南美洲、非洲、馬達加斯加、印度。勝王龍的最近親是瑪君龍，生存於相同時期的馬達加斯加。白堊紀早期，馬達加斯加/印度曾經是同一個陸塊。約在9000萬年前，馬達加斯加與印度開始分裂，因此這兩個地區有非常類似的動物群構成，包含恐龍在內。根據種系發生學研究，勝王龍具有許多食肉牛龍亞科的特徵，例如厚重的鼻骨、額骨表面有骨質角狀物。勝王龍與其他食肉牛龍亞科的不同處，包含：由鼻骨與額骨組成的角只有一個、上顳孔（Supratemporal fenestrae）的形狀也不相同、腸骨的主要部分與跟臀部關節連接處之間有個橫向稜脊。
正模標本（編號GSI 21141/1–33）是一個部分骨骼，包含：70%的腦殼、部分上下頜、牙齒、脊椎、尾巴、部分後肢、骨盆。勝王龍的身長約7.6到9公尺，高度約2.4公尺，體重估計值約3到4公噸。顱骨相當短，只有60公分長，具有一個低矮的圓角，由鼻骨與額骨所構成。

## 發現歷史

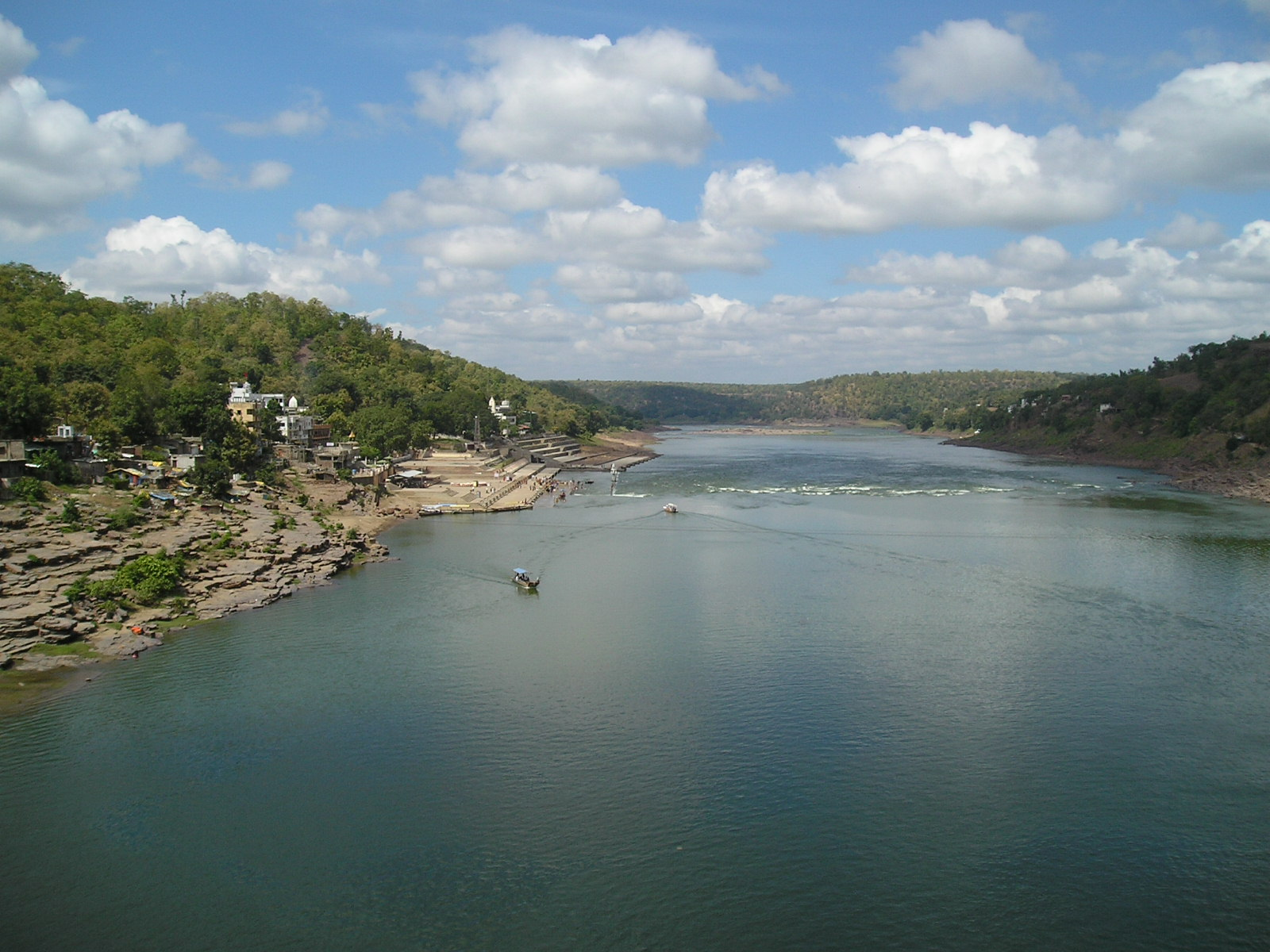
訥爾默達河的河谷，流經中央邦、馬哈拉施特拉邦與古吉拉特邦，是印度的重要化石產地

訥爾默達河位於印度半島中部，從東向西注入阿拉伯海，總長1312公里。自從19世紀末期以來，訥爾默達河谷已經發現許多恐龍化石，包含著名的印度泰坦巨龍（Titanosaurus indicus）。
在1981年，印度地質調查局的地質學家G.N. Dwivedi與D.M. Mohabey在古吉拉特邦的訥爾默達河谷進行地圖測量、繪製工作，當地工人帶領他們到科達縣Rahioli的一處水泥公司（ACC Cement）採石場，向他們呈現石灰岩層中的不明球狀石頭。Dwivedi與Mohabey發現這些球狀石頭是恐龍蛋，並發現石灰岩層的下層是質地粗糙的砂岩與礫岩，內含大量的恐龍化石。
在1982年到1984年之間，印度地質調查局古動物部門的地質學家蘇雷什·斯里瓦斯塔瓦率領一個挖掘團隊，在當地挖出大量的恐龍化石，同時也完成該地區的地圖測繪。這些化石後來存放在拉賈斯坦邦的齋浦爾古生物學機構，並進行初步的化石處理與鑑定工作，之後長期沒有受到科學研究。母岩清除後的化石包含以下部分：腦殼、背椎、薦椎、尾椎、股骨、肱骨、脛骨與其他骨頭。直到1994年與1995年，旁遮普大學與印度地質調查局古動物部門簽署一份諒解備忘錄，將這些化石轉移到旁遮普大學存放。
在2001年，美國印度研究學會與國家地理學會贊助一項研究計畫，贊助保羅·塞里諾（Paul Sereno）、傑佛瑞·威爾森（Jeffrey A. Wilson）等美國古動物學家，協同印度地質調查局的蘇雷什·斯里瓦斯塔瓦進行這些化石的重建、研究工作。塞里諾等人根據完成部分顱骨、骨盆、薦骨的重建，並發現牠們的顱骨與額角，類似在馬達加斯加的瑪君龍。除了訥爾默達河谷的化石，中央邦賈巴爾普爾也發現一些類似的化石。整體而言，已經發現一個部分顱骨、脊椎、骨盆、後肢骨頭、尾巴。在2003年，塞里諾、Wilson、Srivastava等人將這些化石正式命名為納巴達勝王龍（R. narmadensis）。
此外，查爾斯·馬特里（Charles Matley）在1921年曾命名拉米塔龍（Lametasaurus），化石包含：一個腸骨、一個薦骨、一個脛骨、以及一些牙齒與鱗甲，同樣發現於中央邦的賈巴爾普爾附近。拉米塔龍的化石其實是個嵌合體，由數種動物的化石組成；鱗甲可能來自於泰坦巨龍類或甲龍科，牙齒來自於鱷魚，腸骨與薦骨則來自於獸腳類恐龍，可能屬於勝王龍，但是薦骨已經遺失。
在此之前，印度半島只有發現零散的阿貝力龍類骨頭，勝王龍的發現有助於科學家研究阿貝力龍類的演化關係，以及印度半島與其他南方大陸的動物群關連性。

## 古生物學
勝王龍生存於白堊紀晚期的印度半島。在白堊紀早期，東岡瓦那大陸開始分裂，馬達加斯加/印度往歐亞大陸北移，而澳洲/南極洲持續往東移動。較為原始的勝王龍，與馬達加斯加的瑪君龍、南美洲的食肉牛龍仍有類似的特徵，顯示牠們來自於同一個演化支，並顯示這些從岡瓦納大陸分裂出的陸塊，有類似的動物群。
勝王龍的化石發現於拉米塔組（Lameta Formation）。印度的中央邦、馬哈拉施特拉邦與古吉拉特邦，都可發現拉米塔組的露頭，地質年代為白堊紀晚期的馬斯垂克階，是印度的重要化石產地。在白堊紀晚期，拉米塔組是個佈滿森林、河流、湖泊的環境。火山爆發所形成的火山灰與熔岩，多次覆蓋這個地區，這個火成岩被稱為德干暗色岩。勝王龍與其他蜥腳類恐龍的化石，則發現於河流與湖泊沉積層。拉米塔組發現的其他恐龍化石，包含：西北阿根廷龍科的福左輕鱷龍、阿貝力龍科的印度龍與印度鱷龍、泰坦巨龍類的耆那龍、泰坦巨龍、以及伊希斯龍。
根據拉米塔組發現的糞化石，顯示當地的草食性動物所吃的植物內含大量真菌，所以拉米塔組在白堊紀晚期處於熱帶或副熱帶氣候。2009年的一項研究，比對法國與印度的蛋化石形態，指出在白堊紀時期，印度與歐洲有類似的動物群構成，這兩個地區可能曾經有陸橋的存在。

## 大眾文化
印度地質調查局在北方邦勒克瑙的地區分局，豎立同等比例的勝王龍、泰坦巨龍的重建模型，週圍則有中生代的植物模型。同時也展出勝王龍與其他蜥腳類恐龍的標本、糞化石、蛋化石。加爾各答的印度博物館，也展出一個勝王龍的顱骨重建模型。巴拉辛諾爾的一名貴族，阿麗雅·芭芘（Aliya Babi）公主曾經參觀過勝王龍的化石挖掘過程，並贊助當地的化石觀光活動，成立一間私人化石博物館。

## 外部連結
- （英文）勝王龍的想像圖 （页面存档备份，存于） 國家地理雜誌
- （英文）勝王龍的標本、簡述 （页面存档备份，存于）
- （英文）勝王龍的簡述 （页面存档备份，存于） DinoData
- （英文）勝王龍簡介 （页面存档备份，存于）
- （英文）那爾馬達縣發現大型肉食性恐龍 （页面存档备份，存于） 印度報, 2003